# 乌戈·塞来提
乌戈·塞来提（1877年9月26日—1963年7月25日）是一位意大利神經內科医师和神经学家，罗马大学和热那亚大学教授，知名于与卢乔·比尼共同发明医治精神疾患的電痙攣療法（ECT）。